# الدوري الأمريكي لكرة السلة للمحترفين 1977–78
الدوري الأمريكي لكرة السلة للمحترفين 1977–78 (بالإنجليزية: 1977–78 NBA season)‏ هو موسم من إن بي أي. أقيم خلال الفترة 18 أكتوبر 1977 وحتى 7 يونيو 1978، وأشرف على تنظيمه إن بي أي، وفاز فيه واشنطن ويزاردز.